# Gråbrødre Plads
Gråbrødre Plads i Odense ligger ved Gråbrødre Kloster hvor Gråbrødre Klosterkirke lå indtil den blev revet ned i 1821, efter 200 års forfald.
Pladsen ligger i forlængelse af Ove Sprogøes Plads i direkte forbindelse med gågadesystemet og afgrænses mod nord og syd af bygninger og mod vest og øst af Jernbanegade og Asylgade. Pladsen anvendes ved større arrangementer samt delvist til udeservering. 
Pladsens 695 m² store areal blev i 2010 omlagt med blågrå teglklinker med en forhøjet bænk langs pladsens ene side og vandkunst som en del af belægningen.
H.C. Andersen-statuen udført af L. Hasselriis, som blev afsløret den 19. juni 1888 i Kongens Have (Odense), blev flyttet og stod fra 1905 til 1949 på Gråbrødre Plads foran hovedposthuset (Latinskolen).
I 1949 blev statuen dog igen flyttet til sin nuværende placering i H.C. Andersen Haven (Eventyrhaven).